# Ахмаднагар
Ахмадна́га́р (маратхі अहमदनगर) — місто в індійському штаті Махараштра. Є адміністративним центром однойменного округу.

## Демографія
За даними перепису 2001 року чисельність населення міста становила 307 455 осіб, з яких чоловіки — 53 %, жінки — відповідно 47 %. Рівень писемності дорослого населення становив 84 % (за загальноіндійського показника 59,5 %). 10 % населення були віком до 6 років.

## Історія
Місто Ахмаднагар було засноване в 1494 році Ахмад Нізам Шахом I на місці більш стародавнього міста Бінгар. Після розпаду султанату Бахмані Ахмад заснував новий султанат в Ахмаднагарі, також відомому як династія Нізам Шахі.